# Plateau Wickers
Le plateau Wickers est un plateau des Hauts de l'île de La Réunion, département d'outre-mer français dans l'océan Indien. Partie du massif du Piton des Neiges, il relève du territoire communal de Salazie. Il est traversé par la route de Salazie, la RD48.

## Toponymie
Connu des chasseurs et des esclaves marrons, le cirque de Salazie vit à partir de 1830 un début de peuplement avec l'installation de colons, sous l'impulsion du franc-créole Nicole Robinet de la Serve. L'un d'eux, le père André Wickers, ancien soldat de l'armée napoléonienne s'établit à "l'îlet-aux-Chats". À sa mort, et parce qu'il était apprécié de la population, le lieu devint le "Plateau Wickers".